# Doença de Bowen
Doença de Bowen também conhecido como carcinoma espinocelular in situ é uma neoplasia maligna In situ, o que significa que é uma fase precoce e localizada do carcinoma de células escamosas, fácil de tratar. É pouco agressivo, ou seja, raramente invade outros órgãos (metástase), mas cresce lentamente para os lados.
Seu nome é uma homenagem ao dermatologista John T. Bowen, que o descreveu em 1912.

## Subtipos
Eritroplasia de Queyrat é um subtipo de carcinoma espinocelular in situ que podem surgir na glande ou prepúcio dos machos e na vulva das fêmeas e pode ser induzida por HPV.

## Causas
Causas desse carcinoma espinocelular incluem:
- Exposição solar prolongada (sem protetor solar),
- Contato com arsênico (o tumor só aparece muitos anos depois),
- Imunossupressão (incluindo AIDS e doenças auto-imunes),
- Vírus do papiloma humano cancerígenos (especialmente o tipo 16), lesão crônica da pele e outras dermatoses,
- Exposição prolongada a Raio X.

Fatores genéticos e outros carcinógenos podem aumentar o risco de desenvolvê-lo.

## Sinais e sintomas

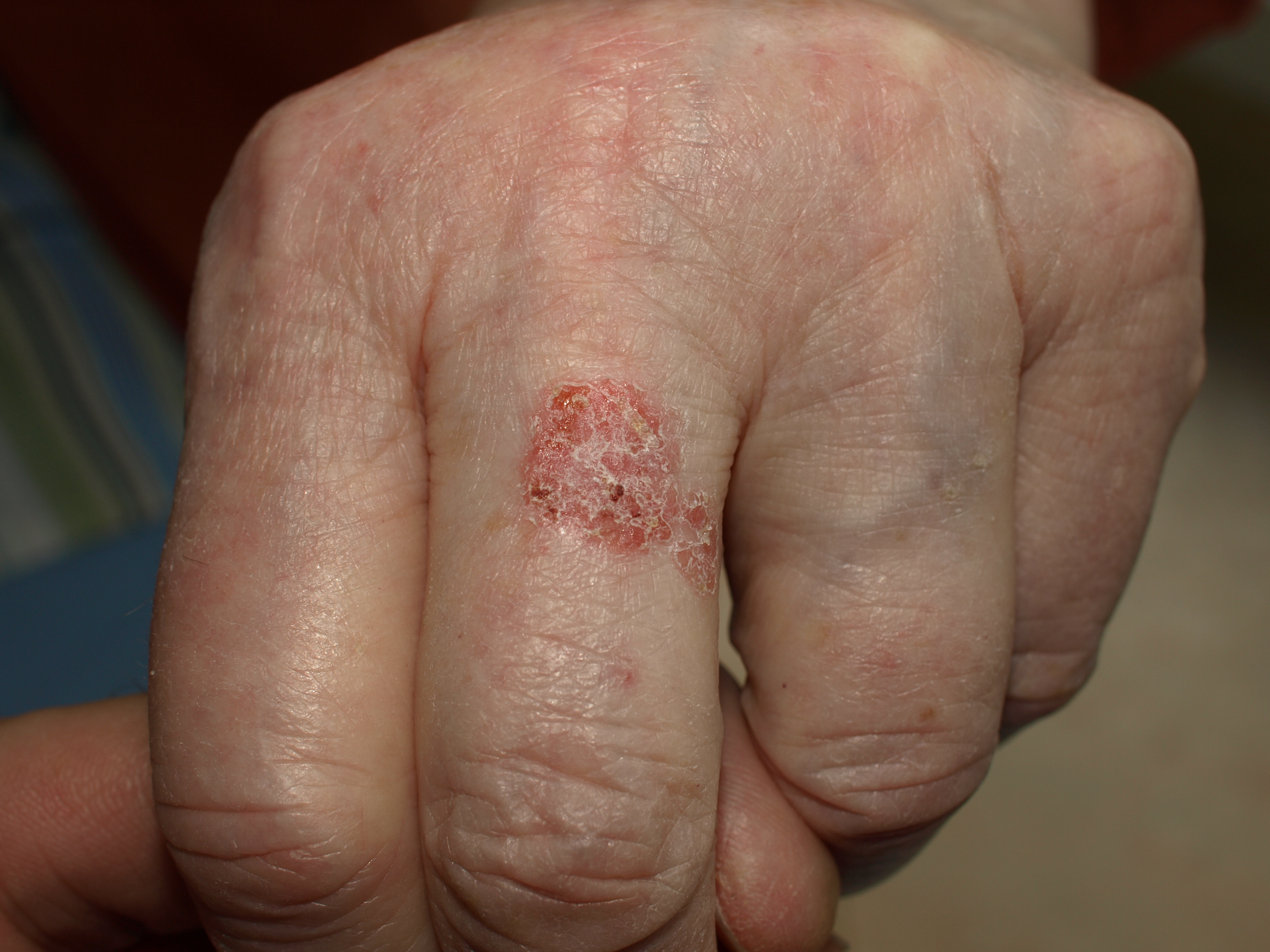
Doença de Bowen no dedo de uma mulher de 81 anos.

Geralmente forma uma lesão única (2/3 dos casos), mas pode aparecer como múltiplas lesões. As lesões tem forma de placa descamada avermelhada (eritematosa) e escamosa bem demarcada. Costumam aparecer na pele exposta ao sol como cabeça, pescoço, braços, mãos e pernas, mas também podem aparecem em partes não-expostas. São mais comuns em pessoas brancas. As lesões começam com alguns milímetros e crescem até vários centímetros de diâmetro. Pode sobrepor outros problemas de pele. Não melhoram com pomadas esteroides.

## Epidemiologia
São tão comuns em homens quanto em mulheres. É mais comum em pessoas de pele clara. Se tornam mais comuns depois dos 60 anos, mas também é um dos tumores mais comuns em jovens. Estudos antigos o associavam com outros cânceres internos, mas estudos mais modernos refutam esse achado, na verdade o que acontece é que intoxicação por arsênico, tabagismo e idade avançada que aumentam o risco desse e de outros cânceres simultaneamente. Atinge cerca de 142 em cada 100.000 (0,1%) pessoas brancas que vivem em locais tropicais e 15 em cada 100.000 (0,015%) em locais sub-tropicais.

## Tratamento
Pode ser tratado com terapia fotodinâmica (PDT), crioterapia (congelamento), quimioterapia local usando uma pomada com 5-fluorouracil por 1 a 12 semanas, ablação por laser ou excisão cirúrgica. A excisão só é usada se a lesão é pequena e pode ser removida sem maiores danos e o paciente é um bom candidato a cirurgia. Também pode ser feita terapia com radiação Grentz. No caso da lesao ser genital ou nos membros inferiores é recomendado o uso de uma pomada com Imiquimod 5%.
Como a maioria dos tratamentos têm um risco de reincidência, um acompanhamento por 6 a 12 meses é recomendado para avaliar se apareceram novos tumores. Mais meses de acompanhamento no caso de já haverem recorrências passadas, se havia lesões múltiplas, se as lesões eram em locais de alto risco e se havia baixa imunidade.